# St.-Gertraud-Kirche (St. Gertraud)

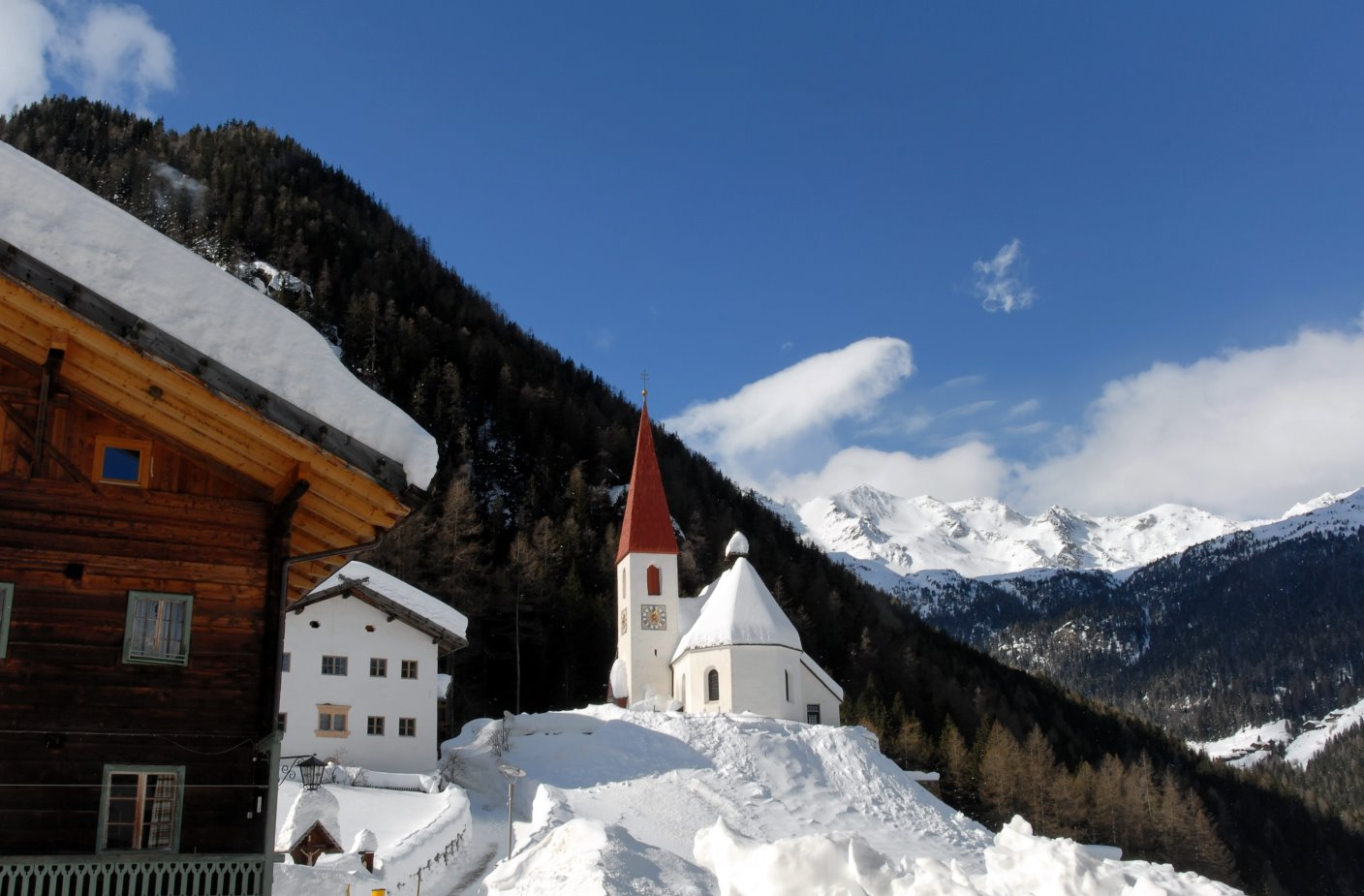
St. Gertraud in Ulten im Winter

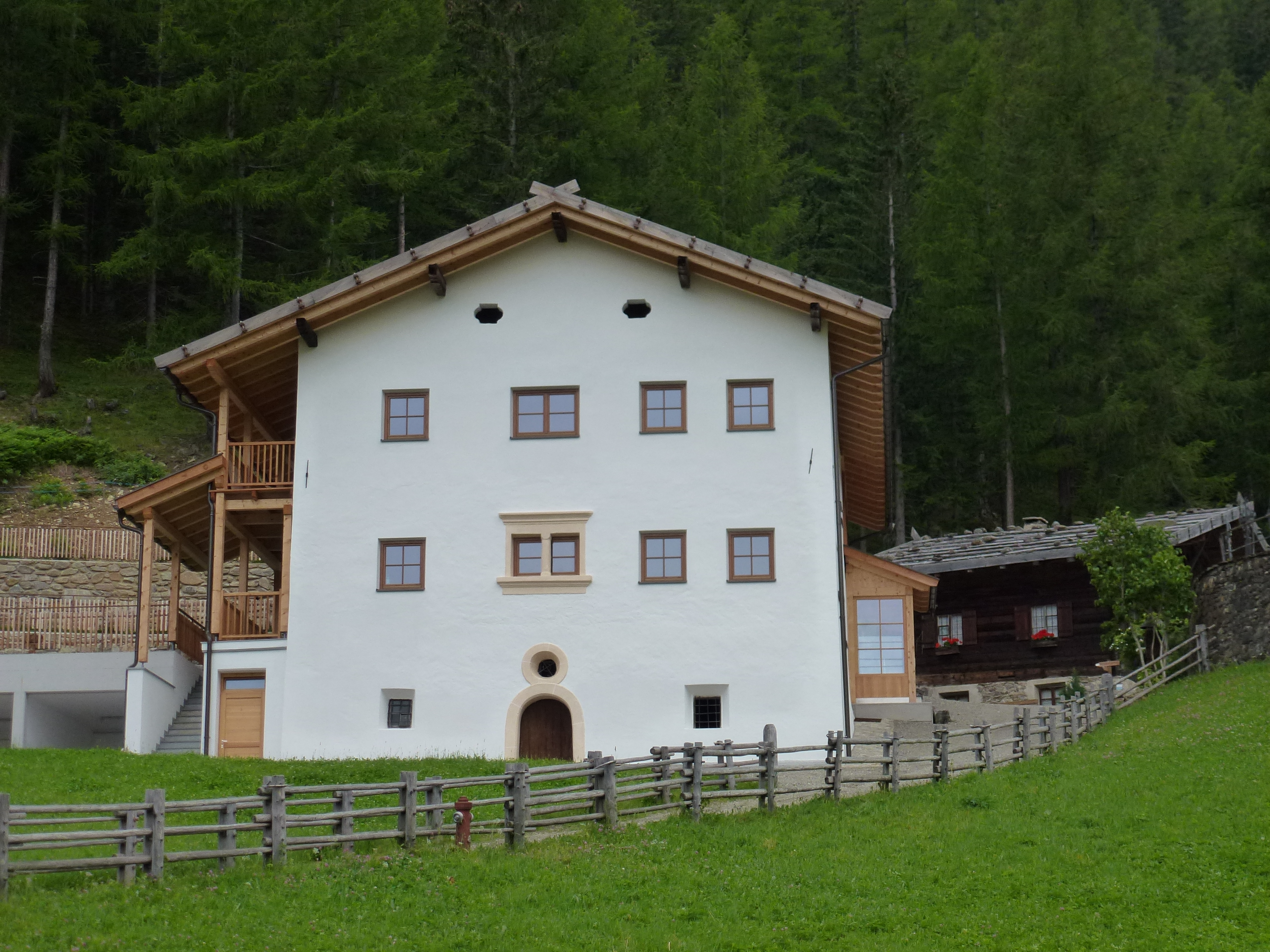
Der Pfarrwidum

St. Gertraud ist die römisch-katholische Pfarrkirche des Dorfes St. Gertraud, einer Fraktion der Gemeinde Ulten in Südtirol. Die Kirche steht unter dem Patronat der hl. Gertraud von Nivelles und der hl. Maria Magdalena.

## Geschichte
Eine Vorgängerkapelle soll der hl. Maria Magdalena gewidmet gewesen sein. Von 1390 bis in jüngerer Zeit fanden daher jährlich am sogenannten Magdalenentag, dem 22. Juli, Prozessionen bzw. Kreuzgänge bis von der Pfarre Lana zur Kirche statt. Vor allem im benachbarten italienischsprachigen Rabbital war die Kirche früher, als „Santa Maria“ bezeichnet, Ziel von Bittgängen. Das im 14. Jahrhundert aufkommende Patrozinium der hl. Gertraud von Nivelles stufte die hl. Maria Magdalena zur Zweitpatronin („Patrona Secundaria“) herab.
Die heutige Kirche wurde 1278 erstmals urkundlich erwähnt. Am 16. Oktober 1492 weihte der Generalvikar des Bischofs von Brixen einen spätgotischen Neubau inkl. einem Altar. Die Arbeiten zogen sich bis ca. 1500 hin. St. Gertraud war zunächst als Filiale der Mutterpfarre St. Pankraz unterstellt. Im hintersten Ultental war das Dorf fünf Stunden Fußmarsch vom Pfarrsitz entfernt. 1680 erfolgte die Errichtung einer eigenen Kuratie und 1684 ein Umbau des Gotteshauses. Zunächst hielt ein von der Mutterpfarre St. Pankraz bereitgestellter Pfarrkooperator den sonntägliche Gottesdienst abwechselnd in St. Gertraud und in St. Nikolaus ab. 1843/47 erhielt auf Initiative des Kuraten Karl von Altmayr und anderen Wohltätern St. Gertraud einen eigenen Frühmesser, erster war Eduard von Altmayr. Aus diesem Anlass erweiterte man den Pfarrwidum um ein Stockwerk. 1919 wurde St. Gertraud endgültig von der Mutterpfarre getrennt und zur eigenen Pfarre erhoben. Am 13. Februar 1984 stellte das Südtiroler Landesdenkmalamt die Pfarrkirche, das Beinhaus und den Friedhof unter Denkmalschutz.

## Beschreibung
Der quadratische Turm trägt einen Spitzhelm. Das Langhaus mit Tonnengewölbe und Rundbogenfenster, schließt mit einem dreiseitigen Presbyterium ab. Der barocke Hochaltar, die hl. Gertraud, Maria-Hilf und die hl. Maria Magdalena darstellend, stammt der darauf angebrachten Jahreszahl zufolge von 1705. Die Kirche ist von einem alten Friedhof mit Beinhaus umgeben.